# Tretjärnarna (Fredrika socken, Lappland)
Tretjärnarna är en sjö i Åsele kommun i Lappland och ingår i Lögdeälvens huvudavrinningsområde.